# レモネードスタンド

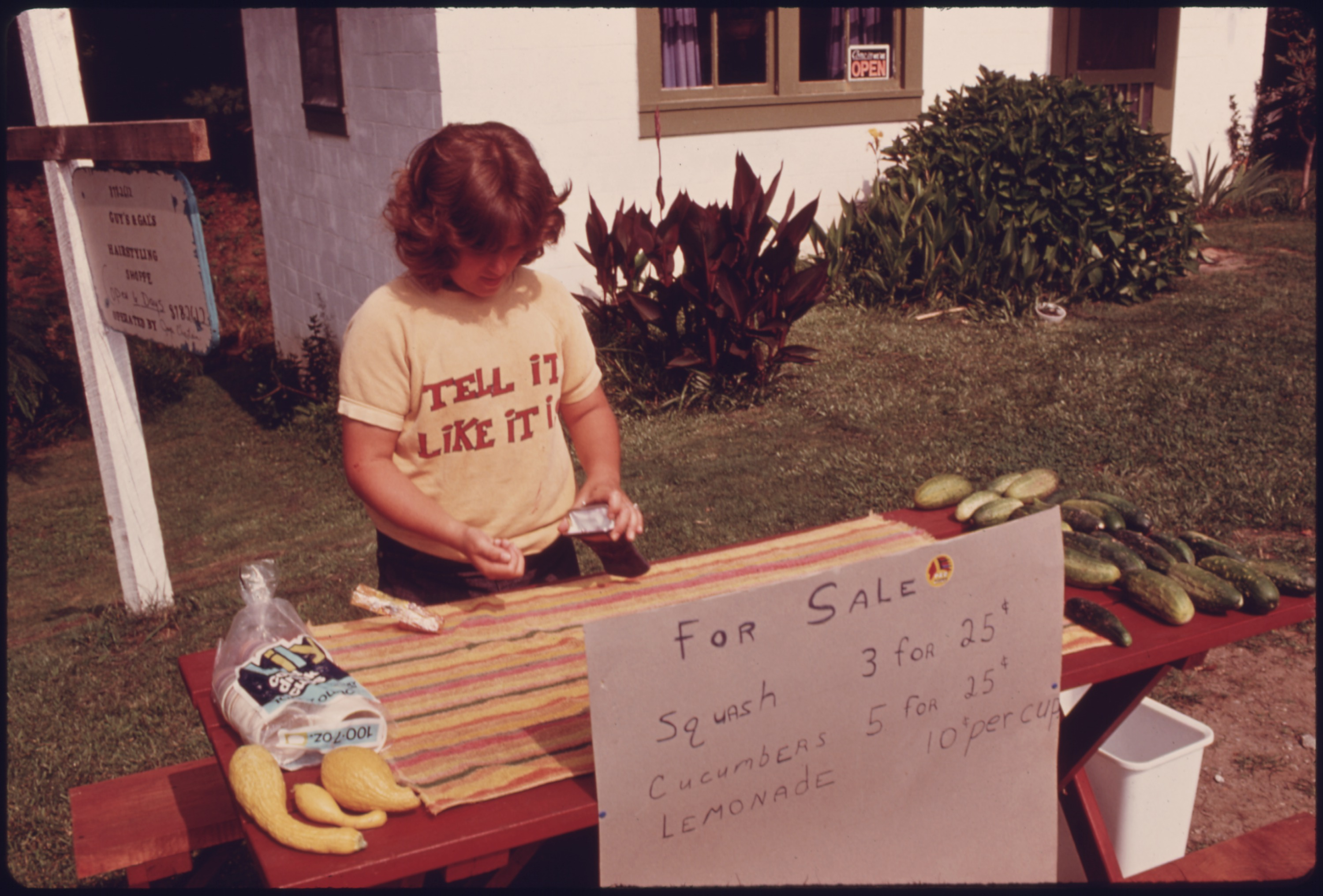
1975年7月、ジョージア州の路傍にて。レモネード、スクウォッシュ（カボチャ）とキュウリが売られている。

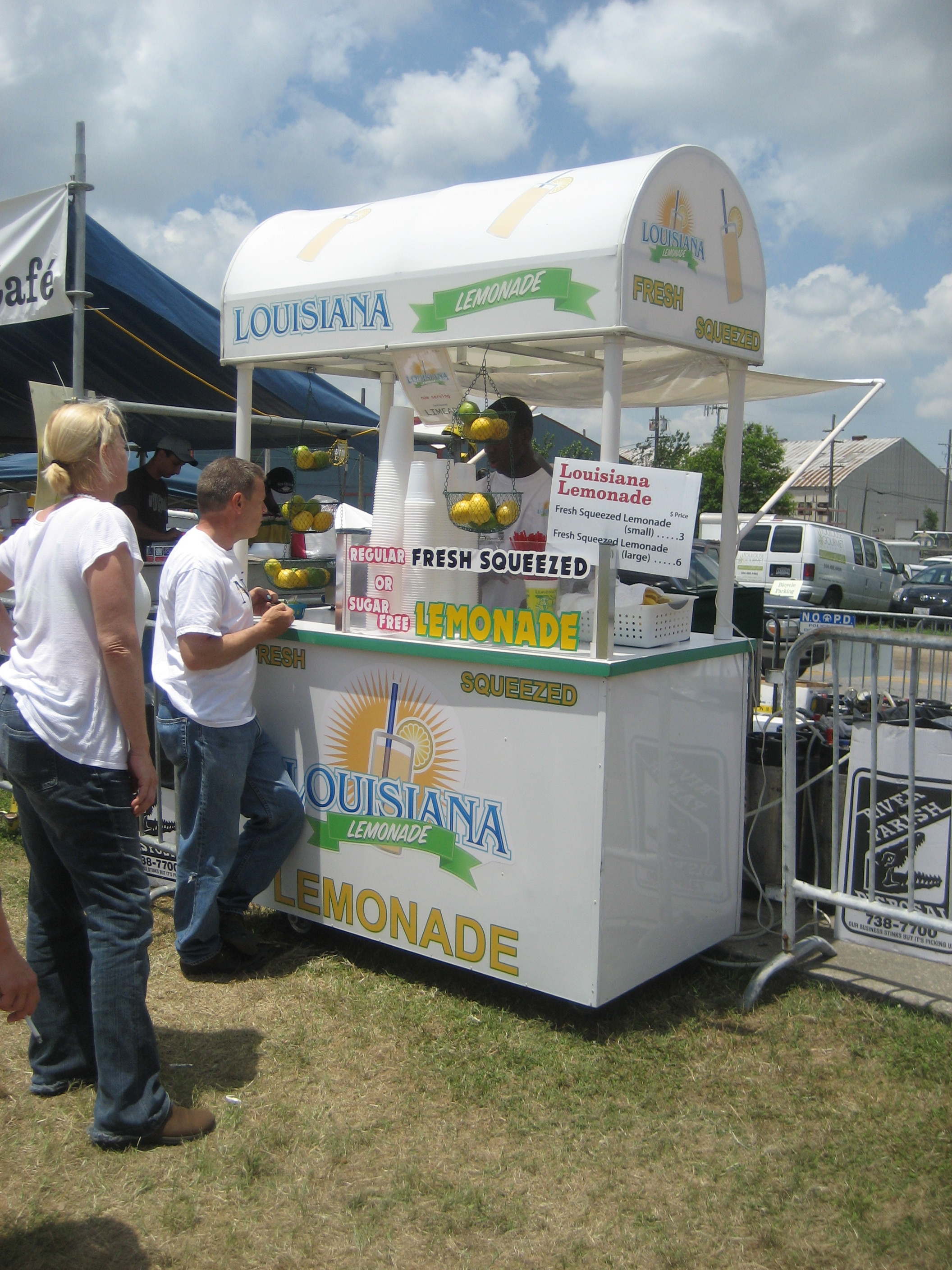
ニューオーリンズの専門業者。

レモネードスタンドとは、もっぱら子供がレモネードを販売するためのスタンド（屋台）であり、そのために子供が所有・経営する事業のこともいう。無数のパロディやバリエーションが広く知られているほど、夏にアメリカの子供がおこなう風物詩的なものになった。この用語は、アイスティーなど他の飲料を売る場合にも使用される。一方でアメリカでは、レモネードスタンドを無許可で営業してトラブルになる例も起きている。
スタンドは折りたたみ式のテーブルでもよく、典型的なものではベニヤ板や段ボールなどで作られることもある。紙製の看板で宣伝することが多い。

## 教育的なメリット
レモネードスタンドは、幼いころから子供にビジネスを体験させられるよい手段と考えられていて、利益や経済的自由、そしてチームワークといった概念を学ぶことができるとされている。しかし実際のビジネスとは異なりレモネードスタンドは人件費や家賃が不要だったり、支出という概念がそもそもない場合もある。

## 法制度
地域によっては、必要な許可証がない場合や衛生基準を満たさない、違法な児童労働に該当するなどの理由から法律違反になることがある。
スタンドを営業したことにより起訴されることは非常に稀だが、当局の対応によっては市民による抗議の声があがることもある。2015年6月には、テキサス州オーバートンの町で子供が営業していたレモネードスタンドが、無許可営業を理由に警察に閉鎖させられた。母親はスタンド再開のため市に許可証を申請しようとしたが、保健所による検査が必要と言われて諦めた。代わりに彼女はメディアやSNSで（同じくスタンドで販売していたポップコーンは販売に問題がないなど）不条理な市の方針に不満を述べ立てた。
2018年、レモネードの人気ブランド『カントリータイム』を擁するクラフト・ハインツはリーガルエイド（法的な支援）制度を設立した。これは2017年と2018年に当局からスタンドでの営業を理由に罰金を科せられた子供と、これから販売許可を取得しようという子供に、最大300ドル（約3万3000円）を支援するというものだった。
ニューヨーク州議会では2019年に、可決されれば、未成年者が運営するレモネードスタンドを合法化し、ほとんどの規制を免除する法案が提出された。2019年の夏の時点で、アメリカで許可証がなくてもレモネードスタンドの出店ができることがわかっているのは14州である。